# دلهيز (سلسلة متاجر)
دلهيز هي سلسلة متاجر بلجيكية للسوبرماركت تأسست سنة 1867 و وهي تابعة لمجموعة آهولد دلهيز.